# Зимбрагос
Зимбрагос или Зимбрагу (на гръцки: Ζυμπραγός, Ζυμπραγού) е село в Република Гърция, разположено на остров Крит, дем Платанияс. Селото е има население от 72 души.

## Личности
Родени в Зимбрагос
- Йоанис Калогеракис (? – 1905), деец на Гръцката въоръжена пропаганда в Македония